# George Yonashiro
George Yonashiro (与那城 ジョージ, Yonashiro George, né le 28 novembre 1950 à São Paulo au Brésil) est un footballeur japonais.